# Gnomulus conigerus
Espèce
Synonymes
- Pelitnus conigerus Schwendinger, 1992

Gnomulus conigerus est une espèce d'opilions laniatores de la famille des Sandokanidae.

## Distribution
Cette espèce est endémique du Sabah en Malaisie. Elle se rencontre vers Sepilok et Kolapis.

## Description
Le mâle holotype mesure 6,9 mm et le mâle paratype 6,5 mm.

## Systématique et taxinomie
Cette espèce a été décrite sous le protonyme Pelitnus conigerus par Schwendinger en 1992. Elle est placée dans le genre Gnomulus par Martens et Schwendinger en 1998.

## Publication originale
- Schwendinger, 1992 : « New Oncopodidae (Opiliones, Laniatores) from Southeast Asia. » Revue Suisse de Zoologie, vol. 99, no 1, p. 177–199 (texte intégral).